# Budy Nowe
Budy Nowe – wieś sołecka w Polsce położona w województwie łódzkim, w powiecie kutnowskim, w gminie Łanięta.
W latach 1975–1998 miejscowość administracyjnie należała do województwa płockiego.
Zobacz też: Nowe Budy